# 施拱星
施拱星（1918年—），男，台湾台北人，台灣数学教育家，国立台湾大学数学系教授。曾任国立台湾大学理学院院长。